# Pui de Linya
El Pui de Linya és una muntanya de 2.870 metres que es troba al municipi d'Espot, a la comarca del Pallars Sobirà. Separa la vall de Peguera de la vall del riu Escrita.
Aquest cim està inclòs al llistat dels 100 cims de la FEEC